# Heinrich der Teichner

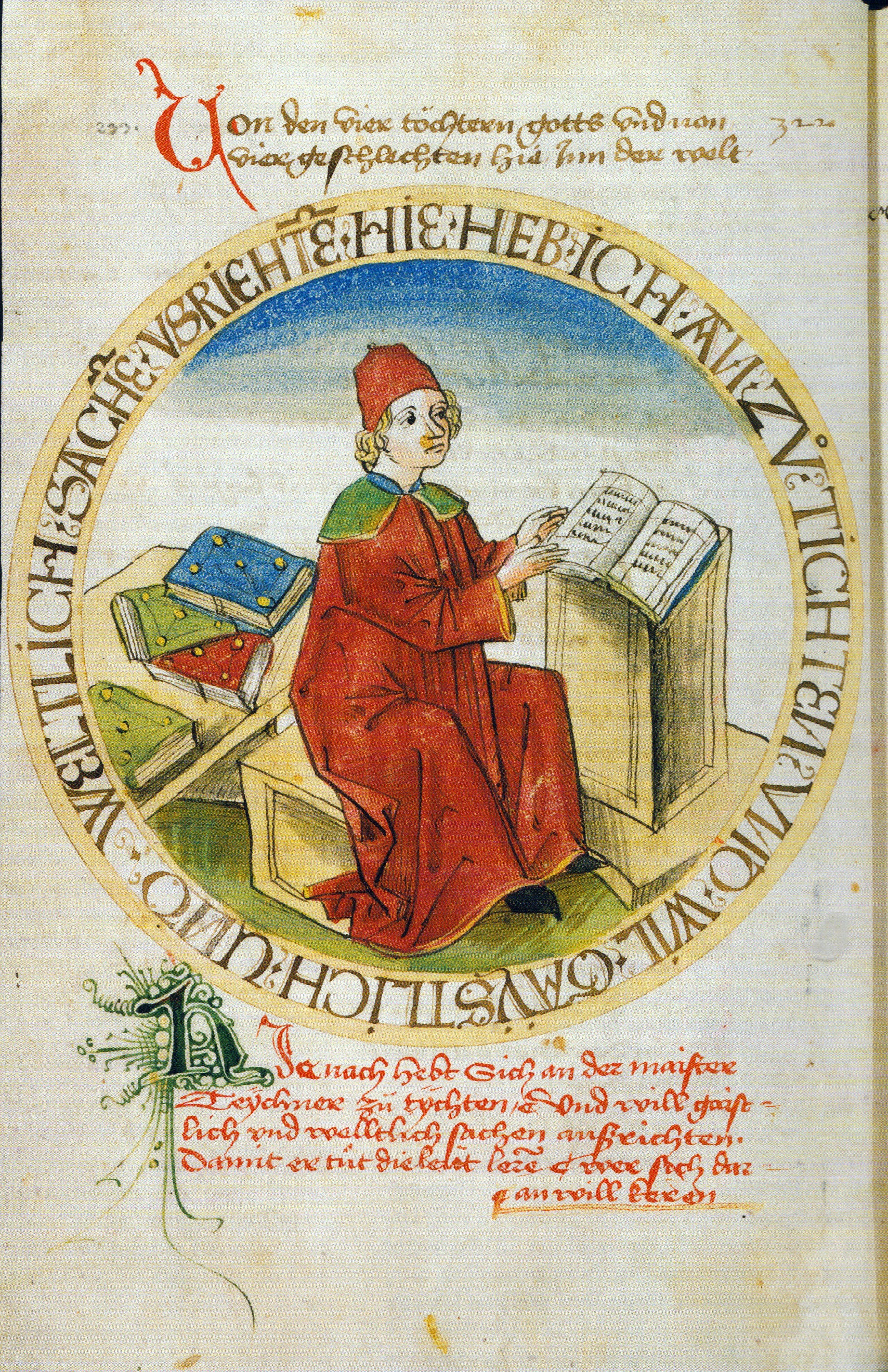
Heinrich der Teichner (Berliner Handschrift, 1472)

Heinrich der Teichner (* um 1310; † zwischen 1372 und 1378 in Wien) war ein mittelhochdeutscher Spruchdichter.
Heinrich, der vermutlich aus Kärnten stammte, hat 729 gereimte Sitten- und Strafreden (unter anderem „Gespräch mit der Weisheit“), religiöse Sprüche und Legenden („Dorothea“ und „Creszentia“) im Umfang von 70000 Versen hinterlassen. Sie entstanden, soweit datierbar zwischen 1350 und 1370. Die meist kurzen Gedichte in einfachen Versen waren zu seiner Zeit populär und fanden weite Verbreitung.

## Werkausgabe
- Heinrich Niewöhner (Hg.): Die Gedichte Heinrichs des Teichners , 3 Bände, (= Deutsche Texte des Mittelalters; Band 44, 46 und 48), Berlin 1953–1956